# Infracțiune motivată de ură
Infracțiunea motivată de ură este un tip de infracțiune atunci când victima este țintă din cauza apartenenței sale, reală sau presupusă, la un anumit grup social, de obicei, definit de rasă, religie, orientare sexuală, dizabilitate, etnie, naționalitate, vârstă, identitate de gen sau partid politic. Infracțiunile motivate de ură pot lua multe forme. Incidentele pot implica agresiuni fizice, pagube materiale, intimidare, hărțuire, abuz verbal sau insulte, sau graffiti sau scrisori insultătoare..